# Francis Alger

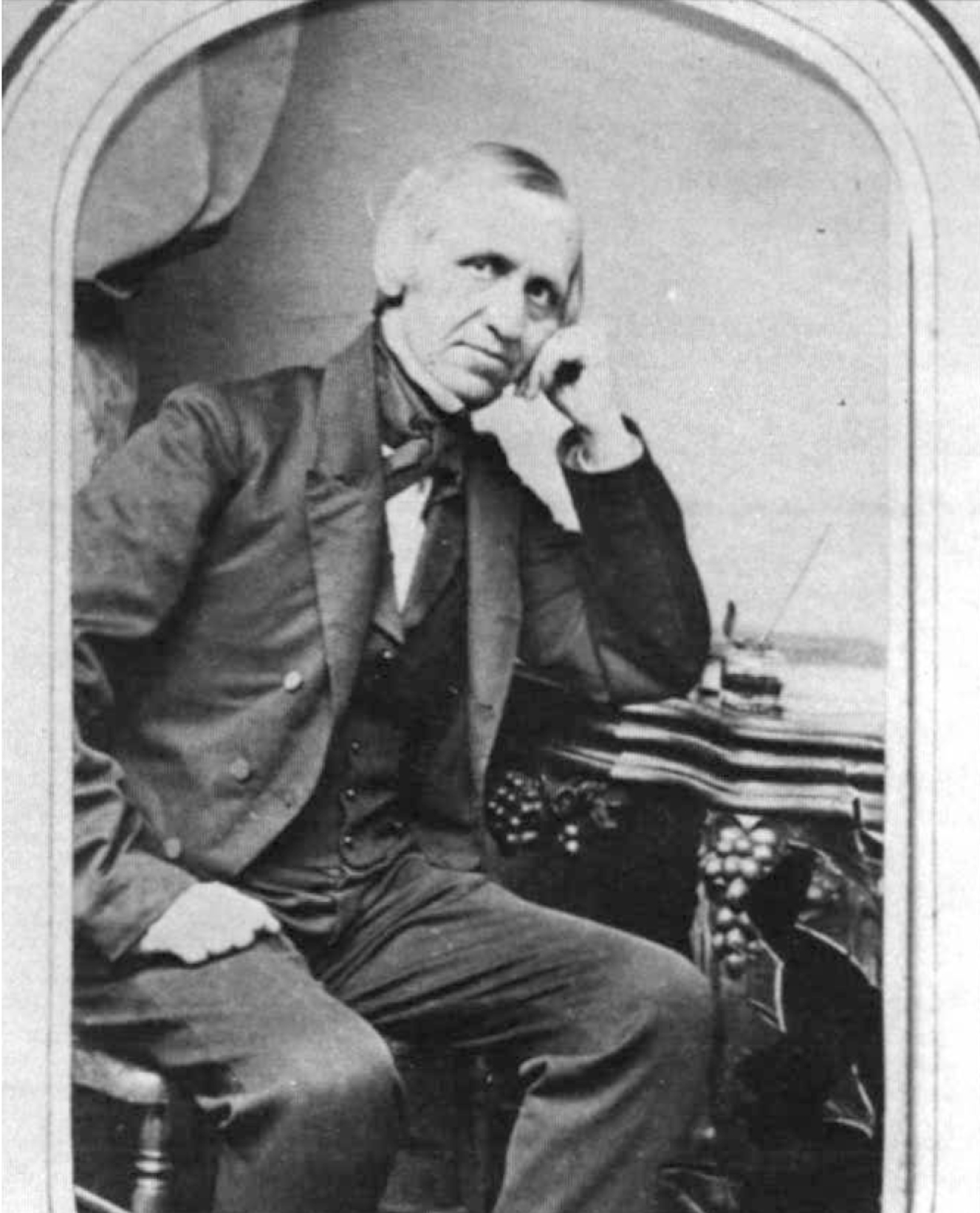
Francis Alger

Francis Willis Alger (* 8. März in 1807 in Bridgewater, Massachusetts; † 27. November 1863 in Washington, D.C.) war ein US-amerikanischer Industrieller und Mineraloge aus Boston, Massachusetts.
Alger stammte aus einer wohlhabenden Industriellenfamilie aus Boston, die unter anderem Kanonen produzierte. Er schloss sein Studium an der Harvard University 1849 ab. Er trat in das väterliche Unternehmen ein, dass er 1856 übernahm, als der Vater Cyrus Alger, ein Metallurg, starb. In seiner Freizeit befasste Francis Alger sich mit Mineralogie. Ab 1826 sammelte er in Nova Scotia, Kanada, Mineralien und publizierte seine Ergebnisse im American Journal of Science. Gemeinsam mit Charles Thomas Jackson veröffentlichte er 1832 Remarks on the mineralogy and geology of the peninsula of Nova Scotia, accompanied by a colored map, illustrative of the structure of the country, and by several views of its scenery, einen Bericht über ihre gemeinsamen Sammlungen in Nova Scotia. Weitere Arbeiten befassten sich mit Zink-Minen im Sussex County, New Jersey, und Goldkristallen aus Kalifornien.
Alger ist der Autor der fünften überarbeiteten Auflage (1844) von An elementary treatise on mineralogy von William Phillips.
1833 wurde Alger in die American Academy of Arts and Sciences gewählt. Thomas Sterry Hunt benannte 1849 das Mineral Algerit (eine Variante von Mejonit aus der Skapolithgruppe) nach Alger.
Teile Algers Mineraliensammlung finden sich am Bowdoin College in Brunswick, Maine, Teile am Allegheny College in Meadville, Pennsylvania.